# Крест Храбрых
Военный знак отличия «Крест храбрых» (пол. Krzyż Walecznych)  — государственная награда Польской Республики.

## История

### 1920—1939
Крест Храбрых был учреждён распоряжением Совета Обороны Польши от 11 августа 1920 года с целью награждения лиц, проявивших мужество и отвагу непосредственно на поле боя Это было непосредственно перед варшавской битвой.
В межвоенный период властями Польской Республики (1918—1939) Крестом Храбрых были награждены участники боёв за возрождение польского государства: легионеры, члены ПОВ, солдаты советско-польской войны 1919—1921 годов, великопольские и силезские повстанцы и другие. Исключительно этой наградой также были удостоены все живые на момент предоставления ветераны январского восстания (1863). Крестом Храбрых награждались тоже иностранцы, в том числе Фердинанд Фош и Анри Филипп Петен. 
В этот период награждено около 60 000 человек. Вручение Креста Храбрых былo завершено 29 мая 1923 года.

### 1939—1945 (Польские Вооруженные Силы на Западе, Армия Крайова)
Крест Храбрых был переучрежден приказом главнокомандующего вооруженных сил Польши генерала Владислава Сикорского от 1940 года. В военных соединениях и воинских формированиях, подчиненных Правительству Польши в изгнании (в том числе Польские Вооруженные Силы на Западе, Армия Крайова, Армия Андерса и другие) награждено около 25.000.

### 1943—1989
Крест Храбрых был переучреждён Декретом Польского Комитета Национального Освобождения от 22 декабря 1944 года.
Этим же Декретом были внесены некоторые изменения в Положение о Кресте Храбрых, его статут и описание.
За заслуги перед Польской Республикой Крестом Храбрых награждались как польские граждане, так и иностранцы.
Право награждения Крестом Храбрых принадлежало Главному Командованию Народного Войска Польского, сражавшегося против фашистских захватчиков на территории СССР.
Первое награждение Крестом Храбрых во время Второй мировой войны состоялось в ноябре 1943 года. Первыми награждёнными стали 46 солдат и офицеров 1-й Польской пехотной дивизии имени Тадеуша Костюшко, отличившихся в боях под деревней Ленино (Могилевская область, Белорусская ССР) 12-13 октября 1943 года, сражавшихся в составе Красной Армии против немецко-фашистских захватчиков на территории СССР.
Награждённым были вручены знаки воинского отличия с датой «1943».
Кресты первого выпуска в малом количестве были изготовлены на Московском монетном дворе и являлись копией довоенных крестов с изменённой датой на нижнем плече. Кресты изготавливались из тёмной бронзы.
К концу 1989 года произведено более 40 000 награждений Крестом Храбрых.

## Положение
Крест Храбрых является военным знаком отличия.
Крестом Храбрых «…награждаются военнослужащие рядового и офицерского состава за выдающиеся заслуги при обороне государства в военное время».
Награждение Крестом Храбрых производится «…за отдельные конкретные подвиги, проявленные в условиях боевой обстановки, сопряжённые с риском для жизни».
Награждение Крестом Храбрых могло производиться повторно за вновь проявленные мужество и героизм.
Награждённые Крестом Храбрых получают знак отличия и Диплом к нему.
Крест Храбрых носится на левой стороне груди и располагается после ордена Возрождения Польши 5-го класса.
Крест Храбрых имеет одну степень.
При повторных награждениях на планку для повседневного ношения добавлялись витые нити золотистого цвета.
В варианте 1920 и 1992 года:
- — при первом награждении
- — при повторном награждении
- — при награждении третьим крестом
- — при награждении четвёртым крестом

В варианте 1941 года:
- — при первом награждении
- — при втором награждении
- — при третьем награждении
- — при четвёртом награждении
- — при пятом награждении

## Описание
Крест Храбрых имеет вид равностороннего креста с расширяющимися к концам и слегка вогнутыми по бокам плечами. По периметру плечи креста с лицевой и оборотной стороны окаймлены бортиком.
На лицевой стороне креста надпись выпуклыми буквами:
- на верхнем плече — «NA»;
- на левом плече — «POLU»;
- на правом плече — «CHWAŁY»;
- на нижнем плече — «1943».

В центре креста — геральдический щит с рельефным изображением коронованного орла, расположенного на ребристой, в виде вертикальных полосок, подложке (в первом варианте подложка орла имела 20 полосок, во втором — 25).
На оборотной стороне креста изображен обоюдоострый меч, расположенный вертикально, направленный остриём вверх. Меч пронзает лавровый венок, расположенный в центральной части креста. Перекладина на мече в форме «бабочки». Изображение меча и венка рельефные. На горизонтальных плечах креста надпись выпуклыми буквами: «WALE» — на левом плече и «CZNYM» — на правом.

### Первый выпуск
Знак Креста Храбрых с датой «1943» изготавливался двух размеров:
- вариант 1: 43 мм х 48 мм (включая ушко), основание 16 мм, размеры щита 12 мм х 14 мм, длина меча 32 мм, диаметр венка 10 мм.
- вариант 2: 43,5 мм х 48 мм (включая ушко), основание 16 мм, размеры щита 12 мм х 14 мм, длина меча 32 мм, диаметр венка 10 мм.

Ширина бортика в обоих случаях 0,8 мм. В верхней части креста имеется ушко с кольцом, с помощью которого он крепится к ленте. Ушко изготавливалось из меди и припаивалось отдельно.
Оригиналы крестов первого выпуска встречаются крайне редко.

### Второй выпуск
Кресты второго выпуска имели на нижнем плече дату «1944». Изготавливались монетными дворами СССР. Отличие от крестов первого выпуска (кроме даты) в том, что орёл утратил корону. Чтобы заполнить образовавшуюся пустоту, шею орла пришлось удлинить и несколько утолщить. Ушко приваривалось отдельно.
Размеры креста вместе с ушком 43,5 мм х 49 мм. Остальные размеры: основание 16 мм, размеры щита 12 мм х 14 мм, длина меча 32 мм, диаметр венка 10 мм.

### Третий выпуск
Третий выпуск крестов был изготовлен гравировальной фирмой Knedler в Варшаве в 1945 году. Кресты изготавливались из темной меди. На нижнем плече дата «1944». Ушко выполнено заодно с крестом. Перья на правом крыле орла выше, чем на левом. Размеры креста вместе с ушком: 36 мм х 39 мм. Остальные размеры: основание креста 14 мм, размеры щита 10 мм х 11 мм, длина меча 26 мм, диаметр венка 9 мм, ширина бортика 0,8 мм.
В том же 1945 году неизвестной фирмой был выпущен Крест Храбрых с датой «1944» на нижнем плече, но изготовленный из томпака. Размеры креста вместе с ушком 40 мм х 43,5 мм.

### Четвёртый выпуск
В 1950 году фирмой Grabski (г. Лодзь) был выпущен Крест Храбрых с датой «1944», изготовленный из светлой бронзы. Крест выпускался в двух вариантах: 3 и 4 пера в хвосте у орла. Размеры креста вместе с ушком 43,5 мм х 49 мм.

### Пятый выпуск
В 1960 году Государственный монетный двор (г. Варшава) начал официальный выпуск Крестов Храбрых с датой «1944». Кресты изготавливались из меди.
Размеры без учёта ушка: 44 мм х 44 мм.

### Лента креста
Лента Креста Храбрых шелковая муаровая тёмно-красного (кларет) цвета с двумя белыми продольными полосками по бокам.

Ширина ленты 40 мм. Ширина белых продольных полосок 8 мм каждая.